# Hinterer Tajakopf
Der Hintere Tajakopf ist ein 2408 m hoher Berg der Mieminger Kette in Tirol.
Der Hintere Tajakopf kann von der Coburger Hütte (1917 m ü. A.) über das südlich gelegene Hintere Tajatörl (2259 m ü. A.) und den Südgrat erreicht werden. Alternativ führt der „Coburger Klettersteig“ von Norden vom Vorderen Tajatörl zum Gipfel. Dieser Anstieg wird häufig mit dem Klettersteig auf den nördlich des Vorderen Tajatörls gelegenen Vorderen Tajakopf (2450 m ü. A.) kombiniert.
Westlich des Gipfels liegen auf knapp über 2300 m Reste eines aufgelassenen Bergwerks. Im Gebiet um die Coburger Hütte wurde teilweise bis ins 20. Jahrhundert Blei-Zink-Erz abgebaut.
Auf dem eigentlichen Gipfel befindet sich nur ein kleines Holzkreuz. Wenige Meter entfernt auf einem über kurze versicherte Passagen erreichbaren glatten Felsrücken befindet sich ein großes Gipfelkreuz mit Gipfelbuch.

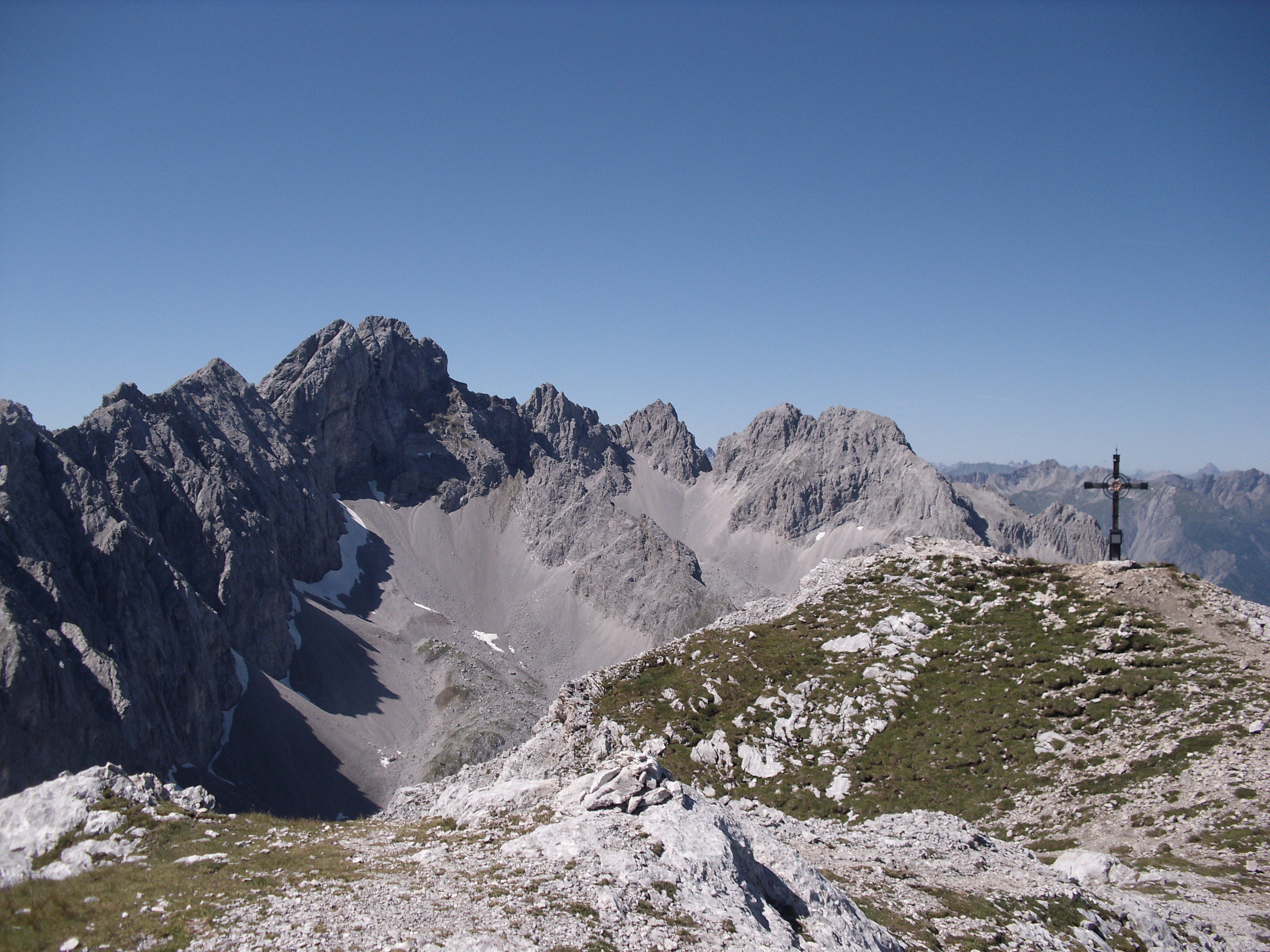
Kreuz, westlich des Gipfels, mit Wampeter Schrofen
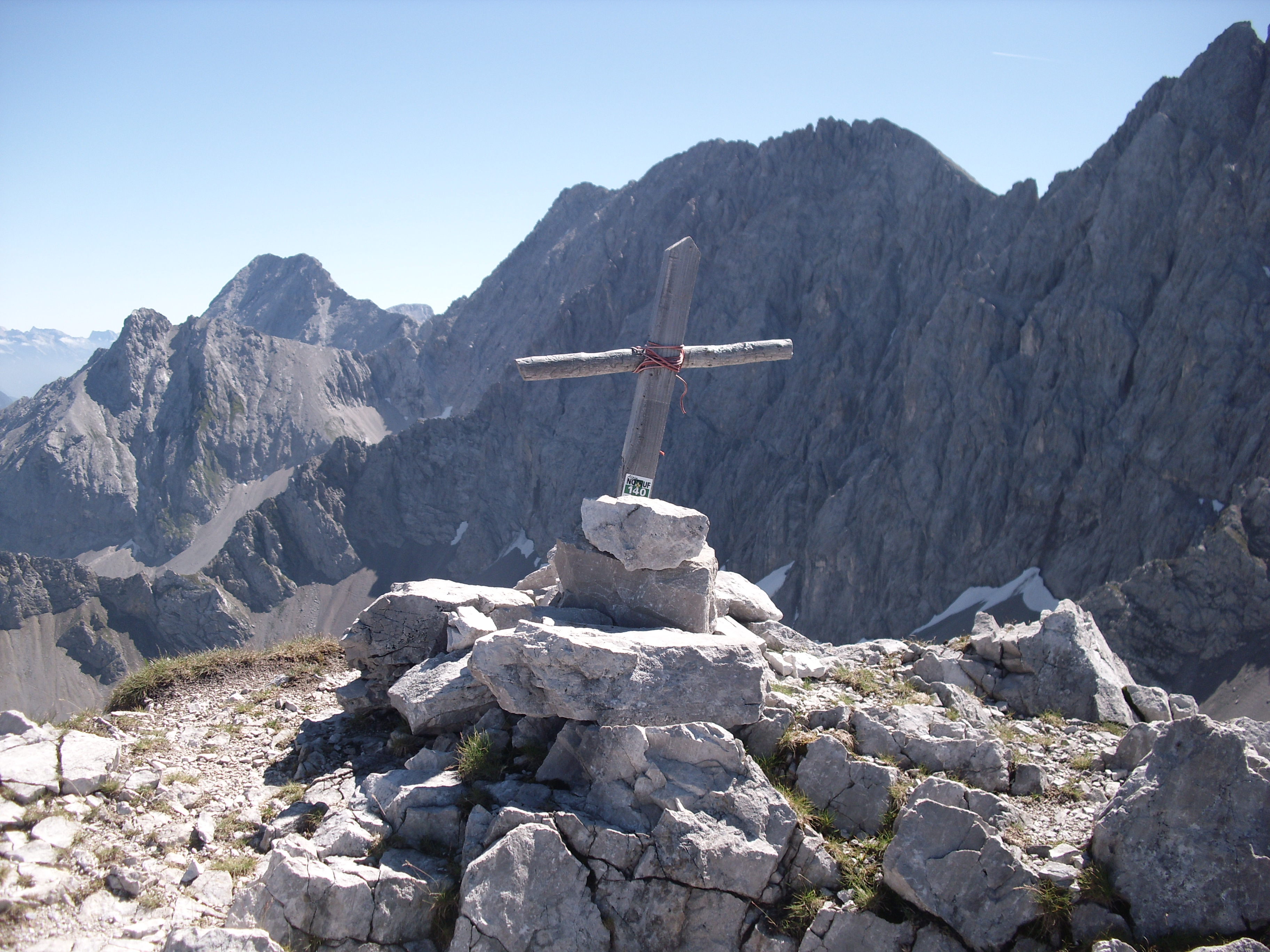
Gipfelkreuz des Hinteren Tajakopfs
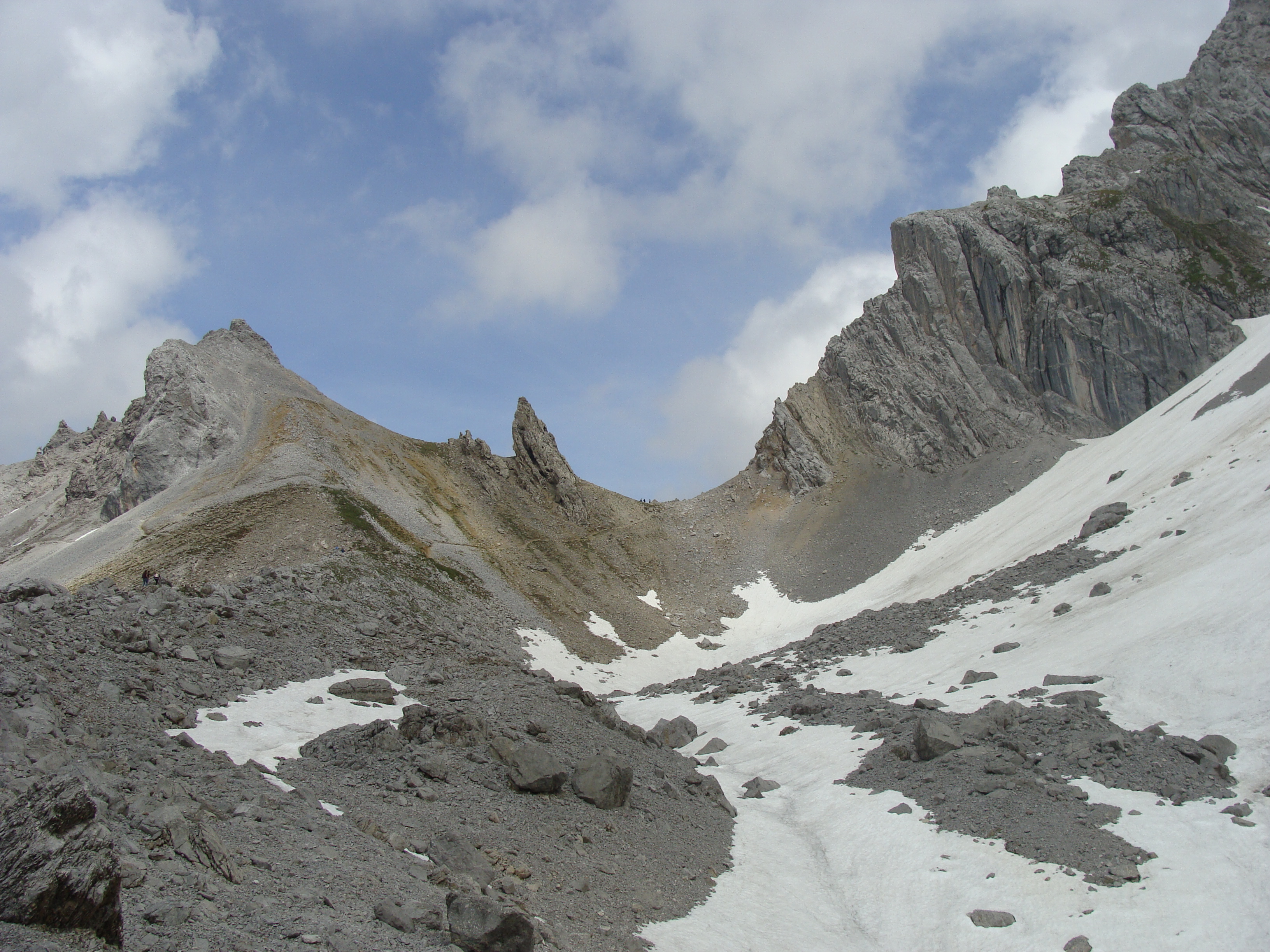
Tajatörl